# Diocesi di Triocala
La diocesi di Triocala (in latino Dioecesis Triocalitana) è una sede soppressa della Chiesa cattolica. Con il titolo di Tricala (in latino Trecalitana) è dal 1966 una sede titolare della Chiesa cattolica.

## Storia
Triocala, corrispondente all'odierna città di Caltabellotta, fu sede di un'antica diocesi siciliana.
Secondo la tradizione - che si basa però su documenti d'epoca tardiva (un manoscritto del 1794 rappresenta la fonte più esaustiva) - il protovescovo della comunità cristiana tricolitana fu san Pellegrino, inviato in Sicilia dall'apostolo Pietro e consacrato vescovo di Triocala; questi, sbarcato a Capo Bianco, sconfisse un mitologico dragone che dimorava in un antro nutrendosi giornalmente di un giovane pasto umano. Tuttavia la tradizione che vede san Pellegrino primo vescovo di Triocala, sembra trarre la sua origine da documenti più antichi; si tratta di un documento d'epoca bizantina, redatto nel VII-VIII secolo, intitolato l'Encomio di san Marciano, nel quale si accenna al martire Pellegrino, insieme a Libertino di Agrigento, ma non lo si nomina vescovo, e sembrerebbe collocato al III secolo, non al I. Anche in un'altra antica fonte, il Martyrium sancti Libertini episcopi Agrigenti et s. Peregrini, il martire Pellegrino viene collocato saldamente al III secolo. Dunque secondo l'interpretazione di queste due antiche fonti, la diocesi di Triocala non potrebbe avere origini apostoliche, poiché il suo primo vescovo non sarebbe anteriore al III secolo.
Dal punto di vista storico e documentario la diocesi è menzionata per la prima volta solo verso la fine del VI secolo nell'epistolario di Gregorio Magno, ma nulla vieta di escludere un'origine più antica: secondo lo storico Rizzo la diocesi potrebbe essere stata fondata nel corso del V secolo, mentre per Wilson risalirebbe all'epoca di papa Gregorio.
Il primo vescovo documentato è Pietro, episcopus triocalitanus, che appare in due lettere di papa Gregorio, di novembre 594 e ottobre 598. Nella prima lettera il pontefice affida a Pietro l'incarico di visitatore della chiesa di Girgenti, lacerata da divisioni a causa dell'assenza del legittimo vescovo. Dalla seconda lettera si evince che nel territorio di Triocala esisteva un monastero. Dalla Vita Gregorii di Giovanni Diacono si deduce che Pietro era stato un suddiacono della diocesi di Roma, consacrato e inviato direttamente da papa Gregorio I a Triocala.
Nel VII secolo si conoscono i nomi di altri due vescovi. Massimo partecipò al sinodo romano del 649 convocato da papa Martino I per discutere della questione teologica del monotelismo. Giorgio prese parte ai sinodi romani convocati da papa Agatone nel 679 e nel 680; questo secondo sinodo era in preparazione al concilio ecumenico di Costantinopoli del 680/681.
A partire dalla prima metà dell'VIII secolo la Sicilia fu sottratta dagli imperatori bizantini alla giurisdizione del patriarcato di Roma e sottomessa a quella del patriarcato di Costantinopoli, e le diocesi siciliane, tra cui anche quella di Triocala, divennero suffraganee dell'arcidiocesi di Siracusa. Con queste nuove condizioni, il vescovo Giovanni di Trokalis prese parte al concilio di Nicea del 787; è l'ultimo vescovo conosciuto di Triocala.
Tra l'839 e l'840 la città fu conquistata dagli Arabi, e la sede episcopale fu trasferita nel monastero di San Calogero sul monte Cronio, nei pressi di Sciacca. Con il nome di Kroniou, la diocesi appare nella Notitia Episcopatuum del patriarcato di Costantinopoli, databile all'inizio del X secolo e attribuita all'imperatore Leone VI. Dopo questa menzione non si hanno più notizie della diocesi; con l'avvento dei Normanni nell'XI secolo non venne più restaurata e il suo territorio entrò a far parte della diocesi di Agrigento.
In occasione del riordino delle diocesi siciliane e della fondazione di nuove sedi episcopali, tra la fine del Settecento e la prima metà dell'Ottocento, ci furono dei tentativi per la restaurazione della diocesi. I primi furono gli abitanti di Sciacca, con supplica inviata il 28 agosto 1775 al re Ferdinando III; un altro rapporto fu inviato nel 1819 per restituire a Caltabellotta la sede episcopale. Questi tentativi tuttavia non ebbero alcun seguito.
Dal 1966 Triocala, con il titolo di Tricala, è annoverata tra le sedi vescovili titolari della Chiesa cattolica; dal 25 febbraio 2020 l'arcivescovo, titolo personale, titolare è Giorgio Demetrio Gallaro, segretario emerito del Dicastero per le Chiese orientali.

## Cronotassi

### Vescovi
- San Pellegrino †
- Pietro † (prima del 594 - dopo il 598)
- Massimo † (menzionato nel 649)
- Giorgio † (prima del 679 - dopo il 680)
- Giovanni † (menzionato nel 787)

### Vescovi titolari
- Robert Dermot O'Flanagan † (19 giugno 1968 - 13 gennaio 1971 dimesso)
- Charles Joseph Henderson † (12 ottobre 1972 - 10 aprile 2006 deceduto)
- Carlos Briseño Arch, O.A.R. (20 maggio 2006 - 12 novembre 2018 nominato vescovo di Veracruz)
- Giorgio Demetrio Gallaro, dal 25 febbraio 2020